# Galerie d'art moderne de Novare
La galerie d'art moderne de Novare (en italien, Galleria d'Arte Moderna di Novara également appelée Galleria d'Arte Moderna Paolo e Adele Giannoni) comporte l'une des plus importantes collections piémontaises d'œuvres du XIXe siècle. Elle est hébergée dans le Palazzo Broletto de Novare.

## Histoire
La galerie d'art moderne de Novare contient plus de 800 peintures italiennes des XIXe et XXe siècles exposées dans 13 salles, parmi les artistes figurent Francesco Filippini, Felice Casorati, Giovanni Fattori, Giovanni Segantini et Telemaco Signorini. Alfredo Giannone en a fait don à la ville de Novare dans les années 1930. Le musée a été fermé au public de 1986 jusqu'en mars 2011, à l'occasion du 150e anniversaire de l'unification de l'Italie.
Avant les récentes restaurations, le Broletto abritait également les « musées civiques » de la ville, constitués d’une section archéologique exposant les premiers artefacts datant de la période néolithique et de l’époque lombarde découverts dans la région de Novare et une section artistique avec des œuvres produites sur le territoire entre le XIIIe et XXe siècles. Ces collections devraient bientôt être hébergées au château de Novare à la fin des travaux de restauration en cours.

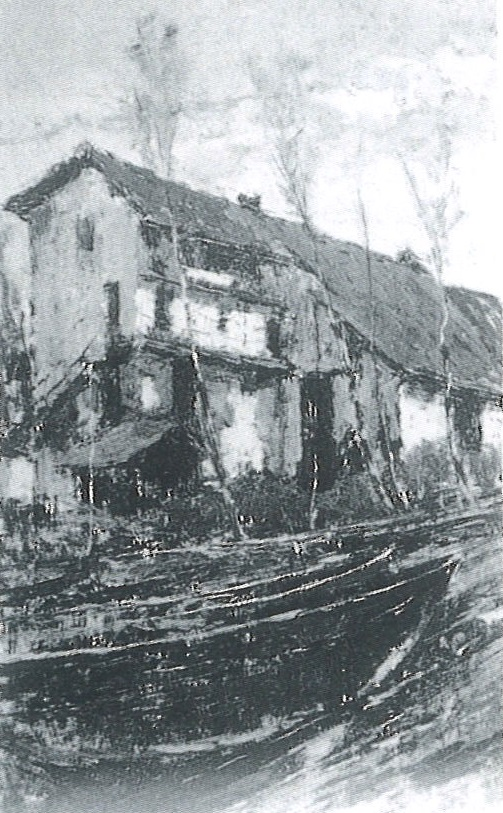
"Soirée d'automne", Francesco Filippini (1892)
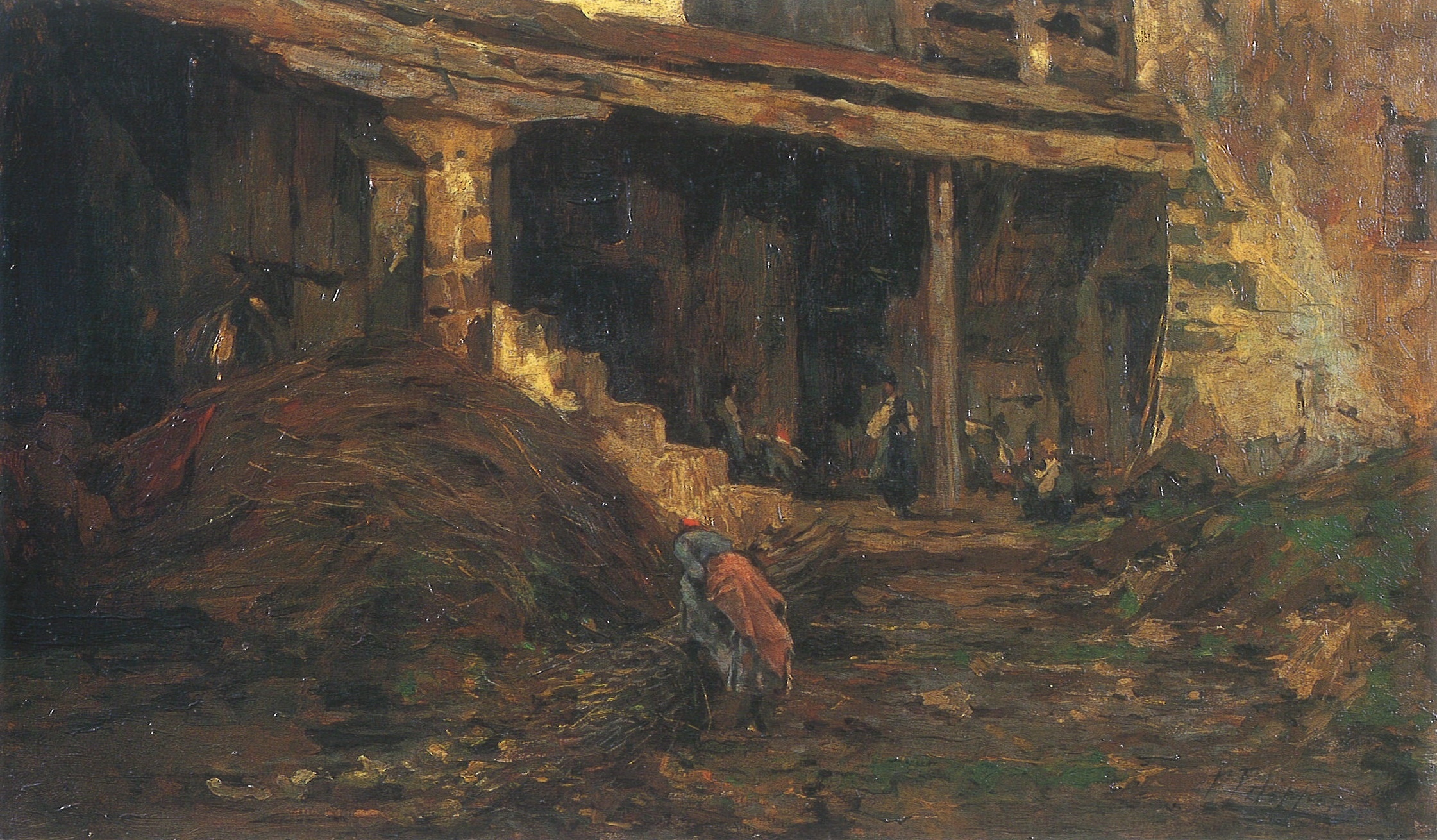
"Cour rustique", Francesco Filippini (1893)